# Comité de Carabaque
O Comité (português europeu) ou Comitê (português brasileiro) de Carabaque foi um grupo de intelectuais arménios reconhecido por muitos arménios como os seus líderes de facto no final da década de 1980.
O Comité foi formado em 1988 com o objetivo declarado de unificar Alto Carabaque (atual República de Artsaque) com a Arménia. Presos pelas autoridades da União Soviética a 11 de Dezembro de 1988, os líderes do Comité foram libertados a 31 de Maio de 1989 para formar o Movimento Nacional Arménio.

## Líderes
- Rafael Ghazaryan
- Vazgen Manukyan
- Vano Siradeghian
- Hambartsum Galstyan
- Babken Ararktsyan
- Levon Ter-Petrosyan, e outros.